# Südalinn
Südalinn – poddzielnica (est. asum) Tallinna. Jej nazwa jest synonimem śródmieścia lub serca miasta (słowo süda oznacza serce, zaś linn – miasto).
Należy do dzielnicy Kesklinn (Śródmieście).
Położona jest między ulicami: Estonia puiestee, Kentmanni, Rävala puiestee, Ants Laikmaa, Narva maantee oraz Pärnu maantee.
Pozostałe ulice poddzielnicy to: Gonsiori, Kaubamaja, Georg Otsa, Sakala oraz Krooni. Znajdują się w niej też trzy place: Islandi väljak, Teatri väljak oraz Viru väljak. Graniczy z poddzielnicami: Tatari od południowego zachodu, Sibulaküla i Maakri od południowego wschodu, Kompassi od zachodu, Sadama od północy i Vanalinn od północnego zachodu.
Na jej terenie znajdują się m.in. Ministerstwo Obrony Republiki Estońskiej; Bank Estonii; Sąd Administracyjny w Tallinnie (Tallinna Halduskohus); teatry: Teatr Estonia – siedziba Opery Narodowej Estonia (Rahvusooper Estonia) oraz Estońskiej Państwowej Orkiestry Symfonicznej (Eesti Riiklik Sümfooniaorkester), Estoński Teatr Dramatyczny (Eesti Draamateater) oraz impresaryjny Teatr Sakala (Sakala Teater; w latach 2005–2019 siedziba nieistniejącego już Teatru NO99 (NO99 Teater)); biblioteki: Tallinna Keskraamatukogu i Tallinna Ülikooli Akadeemiline Raamatukogu; hotel Viru (obecnie: Sokos Hotel Viru); centrum handlowe Viru Keskus; dom towarowy Tallinna Kaubamaja; centrum handlowo-rozrywkowe Solaris (zbudowane na miejscu zburzonego w 2007 roku centrum kulturalnego Sakala (Sakala Keskus)); szkoły: Tallinna Reaalkool, Tallinna Kesklinna Põhikool i Tallinna Inglise Kolledž oraz Park Tammsaare.
Ze względu na wielość budynków użyteczności publicznej liczba zarejestrowanych w poddzielnicy mieszkańców jest o rząd wielkości mniejsza niż w sąsiednich poddzielnicach o zbliżonej powierzchni (np. Tatari). W 2022 roku była zamieszkiwana przez 179 osób.